# Lya Stern
Lya W. Stern (n. 1950, Cluj, România) este o violonistă de origine română.

## Biografie
Nascută Lya Weiss, într-o familie de evrei din Cluj, Lya Stern a emigrat în Statele Unite încă din perioada când era elevă.
A studiat muzica orchestrală, de cameră și solo. În timpul studenției la Universitatea Southern California i-a avut ca profesori pe Raphael Bronstein, la Manhattan School of Music in New York, și Jascha Heifetz, la Universitatea Southern California in Los Angeles,  doi foști studenți ai lui Leopold Auer.
S-a căsătorit cu Larry Stern și are doi copii. Este violonistă și profesoară de vioară.
Lya Stern a locuit o perioadă în New York și Los Angeles, iar în prezent locuiește în Washington, D.C. unde este directoarea programului ASTA (Certificate Program for Strings).